# José Fernandes da Graça e Cruz
José Fernandes da Graça e Cruz, mais conhecido como Graça e Cruz, foi um escritor, jornalista e militar português.

## Biografia

### Nascimento
Nasceu em Lamego.

### Carreira profissional
Exerceu como jornalista, tendo escrito em vários periódicos de Lisboa e do Porto, e sido sub-chefe da redação do jornal O Século. Em Lamego, fundou o periódico Voz Pública, e dirigiu o Democrata da Beira. Publicou, igualmente, vários livros.

### Carreira militar
Participou na Revolta de 31 de Janeiro de 1891, no Porto, como tesoureiro do comité revolucionário, possuindo, nessa altura, a patente de Primeiro-sargento; quando faleceu, tinha a patente de Major.

### Morte
Faleceu em Lisboa, na Rua das Janelas Verdes, em 14 de Julho de 1926. Na altura da sua morte, contava com 60 anos de idade, e estava casado com Rosa da Graça e Cruz.